# Ciutat Jardí (Alacant)
Ciutat Jardí és un barri de la ciutat d'Alacant. El seu nom complet és Ciutat Jardí del General Marvà i limita al nord amb el terme municipal de Sant Vicent del Raspeig

## Història
Va ser projectat en 1925 sota el paraigües de la legislació de cases barates a l'est de l'eix Alacant-Sant Vicent del Raspeig.